# Villers-au-Bois
Pour les articles homonymes, voir Villers.
Villers-au-Bois est une commune française située dans le département du Pas-de-Calais, en région Hauts-de-France. Elle fait partie de la communauté d'agglomération de Lens-Liévin qui regroupe 36 communes et compte 242 587 habitants en 2021.
Le nom jeté de ses habitants est les baudets.

## Géographie

### Localisation
Localisée dans le sud-est du département du Pas-de-Calais, dans l'Artois, Villers-au-Bois est une commune située, à vol d'oiseau, à 11 km au nord-ouest de la commune d'Arras (aire d'attraction) et à 12 km au sud-ouest de la commune de Lens (chef-lieu d'arrondissement).
Le territoire de la commune est limitrophe de ceux de six communes.
Les communes limitrophes sont Gouy-Servins, Acq, Camblain-l'Abbé, Carency, Mont-Saint-Éloi et Servins.

### Géologie et relief
La superficie de la commune est de 5,2 km2 ; son altitude varie de 99  à   162 mètres.

### Hydrographie
La commune est située dans le bassin Artois-Picardie. Elle n'est drainée par aucun cours d'eau,.

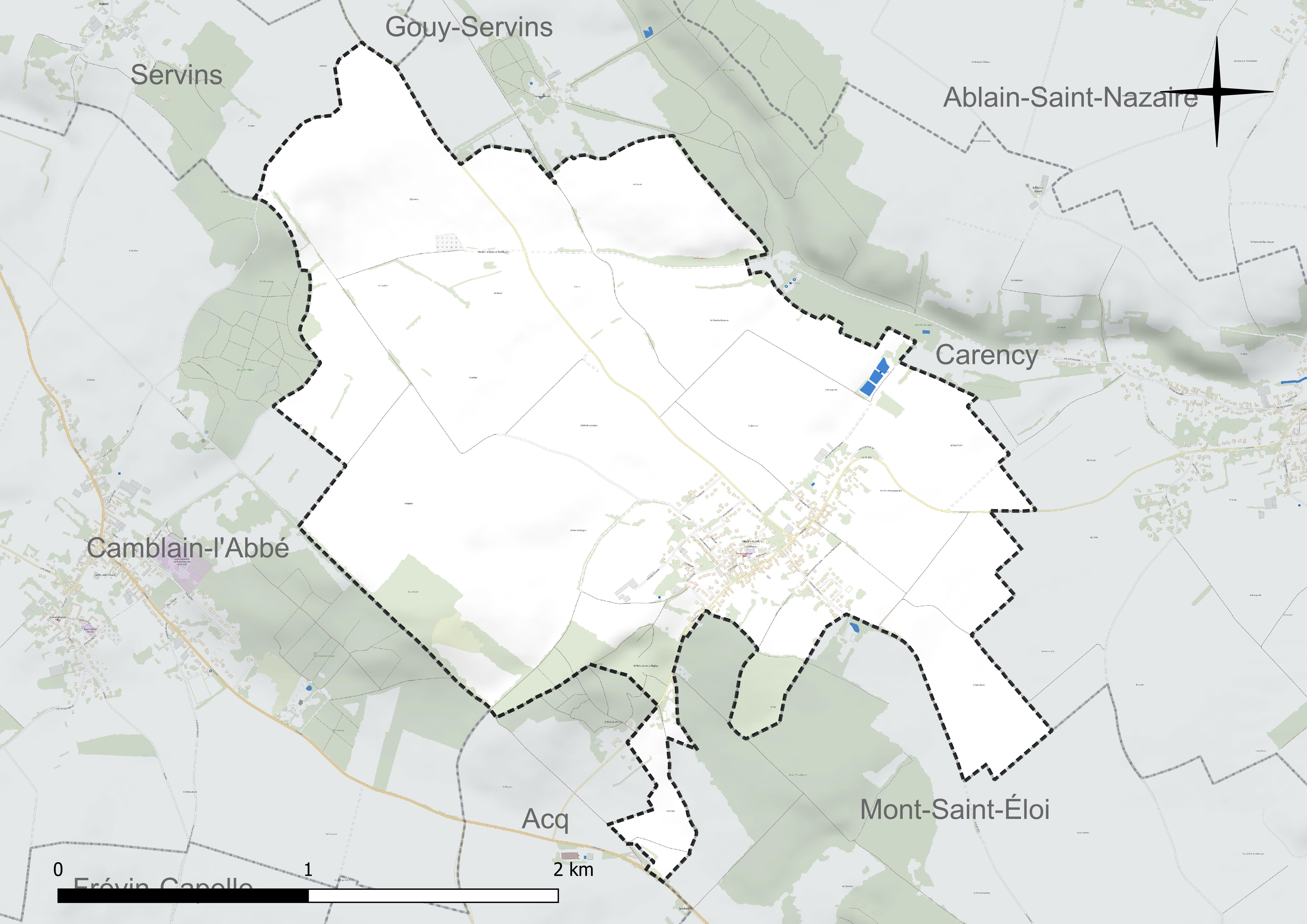
Réseau hydrographique de Villers-au-Bois.

### Climat
Pour des articles plus généraux, voir Climat des Hauts-de-France et Climat du Pas-de-Calais.
En 2010, le climat de la commune est de type climat océanique dégradé des plaines du Centre et du Nord, selon une étude du CNRS s'appuyant sur une série de données couvrant la période 1971-2000. En 2020, Météo-France publie une typologie des climats de la France métropolitaine dans laquelle la commune est exposée à un climat océanique et est dans la région climatique  Nord-est du bassin Parisien, caractérisée par un ensoleillement médiocre, une pluviométrie moyenne régulièrement répartie au cours de l'année et un hiver froid (3 °C). 
Pour la période 1971-2000, la température annuelle moyenne est de 10 °C, avec une amplitude thermique annuelle de 13,9 °C. Le cumul annuel moyen de précipitations est de 789 mm, avec 12,8 jours de précipitations en janvier et 9,4 jours en juillet. Pour la période 1991-2020, la température moyenne annuelle observée sur la station météorologique la plus proche, située sur la commune de Saulty à 20 km à vol d'oiseau, est de 10,4 °C et le cumul annuel moyen de précipitations est de 899,7 mm,. Pour l'avenir, les paramètres climatiques de la commune estimés pour 2050 selon différents scénarios d'émission de gaz à effet de serre sont consultables sur un site dédié publié par Météo-France en novembre 2022.

### Milieux naturels et biodiversité

#### Zones naturelles d'intérêt écologique, faunistique et floristique
L'inventaire des zones naturelles d'intérêt écologique, faunistique et floristique (ZNIEFF) a pour objectif de réaliser une couverture des zones les plus intéressantes sur le plan écologique, essentiellement dans la perspective d'améliorer la connaissance du patrimoine naturel national et de fournir aux différents décideurs un outil d'aide à la prise en compte de l'environnement dans l'aménagement du territoire.
Le territoire communal comprend deux ZNIEFF de type 1 : 
- le coteau boisé de Camblain-l'Abbé et de Mont-Saint-Éloi. Cette ZNIEFF est composée de bois plus ou moins pentus. Dans le bois d'Écoivres, une couche géologique du Landénien continental affleure au sommet, avec un sol constitué de sables fins et de blocs de grès, grès qui a été exploité dans le bois d'Écoivres[10] ;
- le coteau d'Ablain-St-Nazaire à Bouvigny-Boyeffles et bois de la Haie. Ce site est composé d'une mosaïque de végétations neutrophiles à calcicoles sur un relief fortement marqué par la présence de vastes coteaux crayeux du Sénonien et du Turonien au nord d'Ablain-St-Nazaire[11].

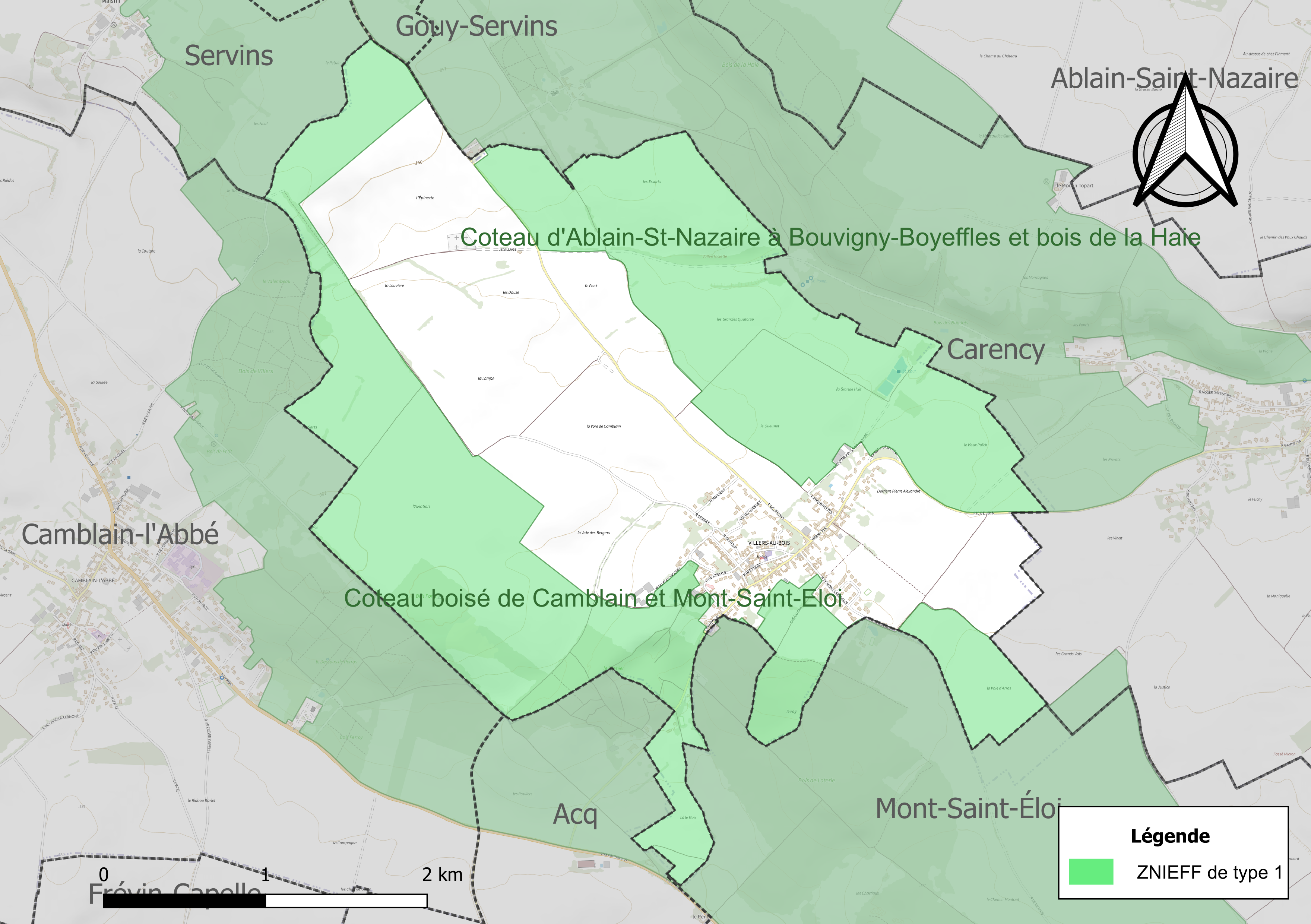
Carte des ZNIEFF sur la commune.

## Urbanisme

### Typologie
Au 1er janvier 2024, Villers-au-Bois est catégorisée commune rurale à habitat dispersé, selon la nouvelle grille communale de densité à sept niveaux définie par l'Insee en 2022.
Elle est située hors unité urbaine. Par ailleurs la commune fait partie de l'aire d'attraction d'Arras, dont elle est une commune de la couronne,. Cette aire, qui regroupe 163 communes, est catégorisée dans les aires de 50 000 à moins de 200 000 habitants,.

### Occupation des sols
L'occupation des sols de la commune, telle qu'elle ressort de la base de données européenne d'occupation biophysique des sols Corine Land Cover (CLC), est marquée par l'importance des territoires agricoles (89,9 % en 2018), une proportion identique à celle de 1990 (89,9 %). La répartition détaillée en 2018 est la suivante : 
terres arables (80,3 %), prairies (9,5 %), zones urbanisées (5,5 %), forêts (4,6 %). L'évolution de l'occupation des sols de la commune et de ses infrastructures peut être observée sur les différentes représentations cartographiques du territoire : la carte de Cassini (XVIIIe siècle), la carte d'état-major (1820-1866) et les cartes ou photos aériennes de l'IGN pour la période actuelle (1950 à aujourd'hui).

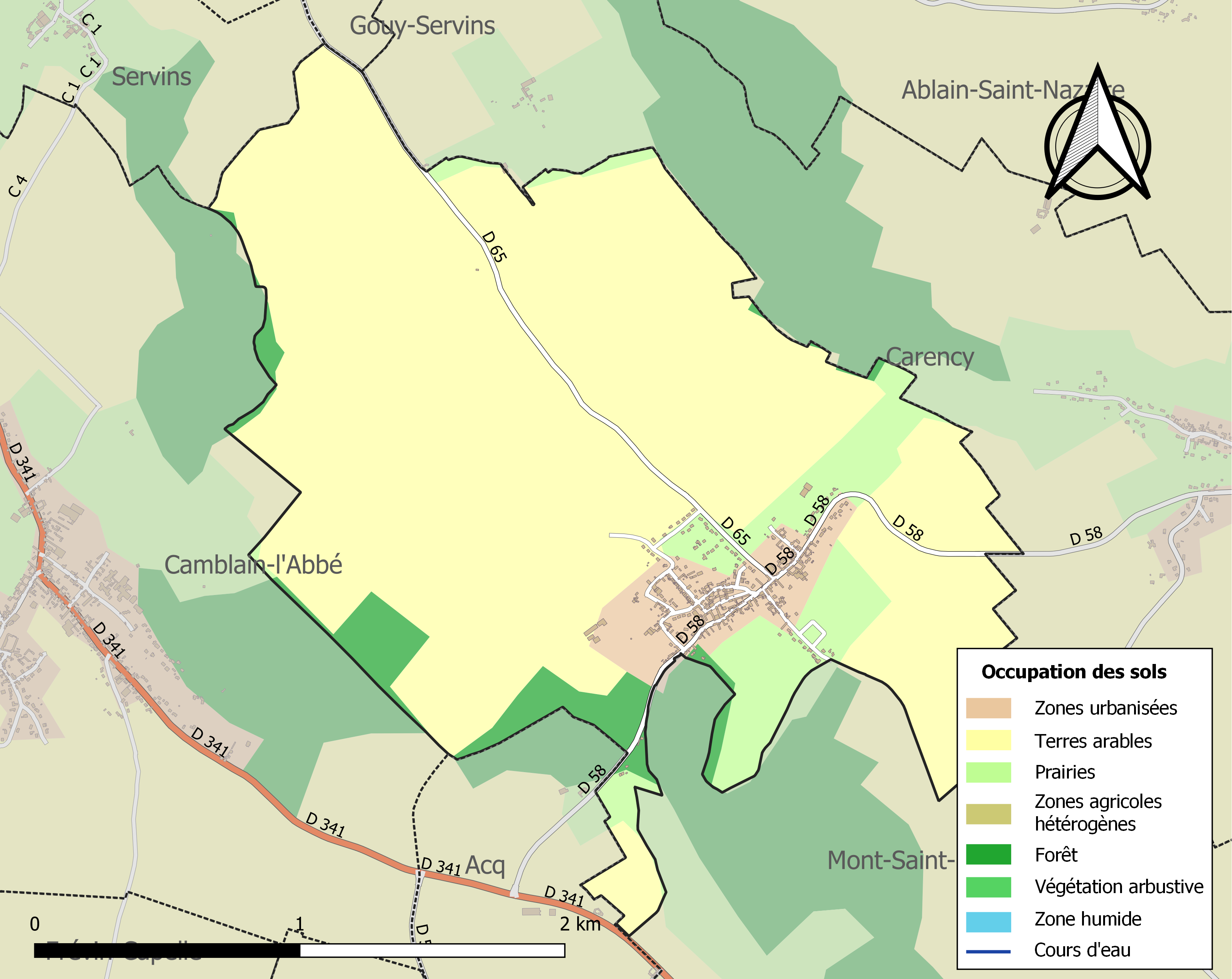
Carte des infrastructures et de l'occupation des sols de la commune en 2018 (CLC).

### Voies de communication et transports

#### Transport ferroviaire
La commune était desservie, de 1895 à 1948, par la ligne de chemin de fer Lens - Frévent, une ancienne ligne de chemin de fer qui reliait les communes de Lens et de Frévent.

## Toponymie
Le nom de la localité est attesté sous les formes Vilere (1154-1159) ; Wilers (1167) ; Vileræ (1212) ; Villers juxta Karenciacum (1213) ; Vilers-en-Oreillemont (1219) ; Vilers-en-Orelemont (1233-1234) ; Vuiler (1248) ; Vilers in Orellemont (1264) ; Villiers (1310) ; Vuillers (1330) ; Villers in Aurismonte (XIVe siècle) ; Villers-en-Oreilmont (1640) ; Villers-aux-Bois (XVIIIe siècle).
Villers est un appellatif toponymique français qui procède généralement du gallo-roman villare, dérivé lui-même du gallo-roman villa « grand domaine rural », issu du latin villa rustica. Il est apparenté aux types toponymiques Villars, Viller, Villiers, Weiler et Willer.
"Le bois du Quesnel" est un ancien fief de Villers-au-Bois.

## Histoire
Pendant la Première Guerre mondiale, des soldats français affectés sur le front de l'Artois ont séjourné sur la commune, par exemple en février 1915.
Après la Première Guerre mondiale, la commune est décorée de la croix de guerre 1914-1918 par décret du 23 septembre 1920, distinction également attribuée à 276 autres communes du Pas-de-Calais.
Par arrêté préfectoral du 20 décembre 2016, la commune est détachée le 1er janvier 2017 de l'arrondissement d'Arras pour intégrer l'arrondissement de Lens.

## Politique et administration

### Découpage territorial
La commune se trouve dans l'arrondissement de Lens du département du Pas-de-Calais.

#### Commune et intercommunalités
La commune est membre de la communauté d'agglomération de Lens-Liévin.

#### Circonscriptions administratives
La commune est rattachée au canton de Bully-les-Mines.

#### Circonscriptions électorales
Pour l'élection des députés, la commune fait partie de la deuxième circonscription du Pas-de-Calais.

### Élections municipales et communautaires

#### Liste des maires
| Période                                  | Période                     | Identité                 | Étiquette | Qualité |
| ---------------------------------------- | --------------------------- | ------------------------ | --------- | --- |
| Les données manquantes sont à compléter. |                             |                          |           | |
| 1983                                     | 1989                        | Léonce Bultez            | SE        | Retraité professeur technologie                                                                                              |
| 1989                                     | 2020                        | Jean-Pierre Blancart     | PS        | Enseignant retraité Vice-président de la communauté d'agglomération de Lens-Liévin (2008 → ) Réélu pour le mandat 2014-2020, |
| 23 mai 2020                              | En cours (au 11 avril 2022) | Bernadette Doutremepuich |           | Professeur, profession scientifique,                                                                                         |

## Population et société

### Démographie

#### Évolution démographique
L'évolution du nombre d'habitants est connue à travers les recensements de la population effectués dans la commune depuis 1793. Pour les communes de moins de 10 000 habitants, une enquête de recensement portant sur toute la population est réalisée tous les cinq ans, les populations de référence des années intermédiaires étant quant à elles estimées par interpolation ou extrapolation. Pour la commune, le premier recensement exhaustif entrant dans le cadre du nouveau dispositif a été réalisé en 2005.

En 2022, la commune comptait 610 habitants, en évolution de +8,73 % par rapport à 2016 (Pas-de-Calais : −0,72 %, France hors Mayotte : +2,11 %).
| 1793 | 1800 | 1806 | 1821 | 1831 | 1836 | 1841 | 1846 | 1851 |
| ---- | ---- | ---- | ---- | ---- | ---- | ---- | ---- | ---- |
| 297  | 286  | 234  | 285  | 283  | 867  | 284  | 303  | 323  |

| 1856 | 1861 | 1866 | 1872 | 1876 | 1881 | 1886 | 1891 | 1896 |
| ---- | ---- | ---- | ---- | ---- | ---- | ---- | ---- | ---- |
| 342  | 364  | 379  | 383  | 389  | 387  | 388  | 407  | 380  |

| 1901 | 1906 | 1911 | 1921 | 1926 | 1931 | 1936 | 1946 | 1954 |
| ---- | ---- | ---- | ---- | ---- | ---- | ---- | ---- | ---- |
| 375  | 356  | 345  | 280  | 271  | 270  | 275  | 317  | 316  |

| 1962 | 1968 | 1975 | 1982 | 1990 | 1999 | 2005 | 2006 | 2010 |
| ---- | ---- | ---- | ---- | ---- | ---- | ---- | ---- | ---- |
| 317  | 298  | 311  | 335  | 369  | 379  | 429  | 440  | 533  |

| 2015 | 2020 | 2022 | - | - | - | - | - | - |
| ---- | ---- | ---- | - | - | - | - | - | - |
| 558  | 614  | 610  | - | - | - | - | - | - |

#### Pyramide des âges
En 2018, le taux de personnes d'un âge inférieur à 30 ans s'élève à 37,6 %, soit au-dessus de la moyenne départementale (36,7 %). À l'inverse, le taux de personnes d'âge supérieur à 60 ans est de 19,5 % la même année, alors qu'il est de 24,9 % au niveau départemental.
En 2018, la commune comptait 282 hommes pour 301 femmes, soit un taux de 51,63 % de femmes, légèrement supérieur au taux départemental (51,50 %).
Les pyramides des âges de la commune et du département s'établissent comme suit.
| Hommes | Classe d’âge | Femmes |
| ------ | ------------ | ------ |
| 0,0    | 90 ou +      | 0,3    |
| 3,7    | 75-89 ans    | 6,0    |
| 14,5   | 60-74 ans    | 14,5   |
| 21,5   | 45-59 ans    | 18,0   |
| 22,6   | 30-44 ans    | 23,7   |
| 11,4   | 15-29 ans    | 14,8   |
| 26,3   | 0-14 ans     | 22,7   |

| Hommes | Classe d’âge | Femmes |
| ------ | ------------ | ------ |
| 0,5    | 90 ou +      | 1,6    |
| 5,6    | 75-89 ans    | 8,9    |
| 16,7   | 60-74 ans    | 18,1   |
| 20,2   | 45-59 ans    | 19,2   |
| 18,9   | 30-44 ans    | 18,1   |
| 18,2   | 15-29 ans    | 16,2   |
| 19,9   | 0-14 ans     | 17,9   |

## Culture locale et patrimoine

### Lieux et monuments

#### Monument historique

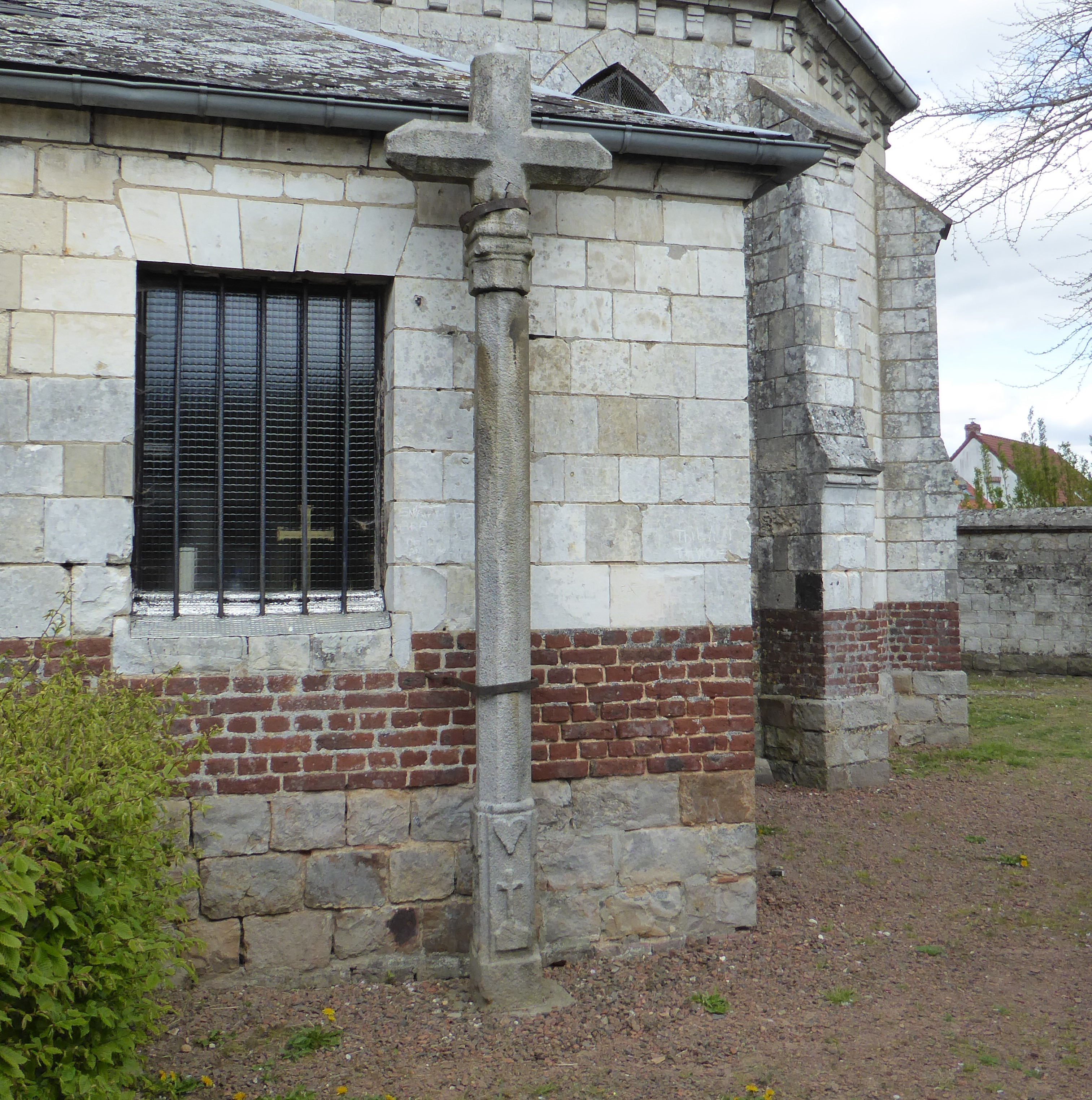
La croix de grès.

- La croix de grès, près du mur sud de la sacristie de l'église. Cette croix fait l'objet d'une inscription au titre des monuments historiques depuis le 18 août 1988[33].

#### Autres lieux et monuments
- L'abbaye, dont la plus grande partie date du XVIIIe siècle, qui fut un prieuré de l'abbaye Notre-Dame d'Hénin-Liétard.
- L'église Saint-Vaast : tour fortifiée du XVIe siècle, nef datant de 1811 ; confessionnal Louis XVI, dalle funéraire du XIIIe siècle servant de seuil à l'église et cloche datant de 1777.
- Le monument aux morts[34].
- Le cimetière britannique « Villers Station Cemetery », chemin de Servins, lieu-dit l'Épinette, il contient près de 1 200 tombes (et 32 allemands)[34].

### Héraldique
| Blason de Villers-au-Bois | Blason  | Parti de sable et d'or, à l'aigle brochant de l'un en l'autre, armée, becquée et languée de gueules. Ornements extérieursCroix de guerre 1914-1918 |
| Blason de Villers-au-Bois | Détails | Adopté par la municipalité le 23 mai 1996. |

## Pour approfondir